# Макінтайр Тауншип (округ Лайкомінг, Пенсільванія)
Макінтайр Тауншип (англ. McIntyre Township) — селище (англ. township) в США, в окрузі Лайкомінг штату Пенсільванія. Населення — 461 особа (2020).

## Демографія
Згідно з переписом 2010 року, у селищі мешкало 520 осіб у 203 домогосподарствах у складі 141 родини. Було 309 помешкань
Расовий склад населення:
| - 97,5 % — білих - 0,4 % — корінних американців - 0,4 % — чорних або афроамериканців - 0,2 % — азіатів |

До двох чи більше рас належало 1,5 %. Частка іспаномовних становила 0,0 % від усіх жителів.
За віковим діапазоном населення розподілялося таким чином: 24,6 % — особи молодші 18 років, 60,8 % — особи у віці 18—64 років, 14,6 % — особи у віці 65 років та старші. Медіана віку мешканця становила 41,3 року. На 100 осіб жіночої статі у селищі припадало 96,2 чоловіків;  на 100 жінок у віці від 18 років та старших — 93,1 чоловіків також старших 18 років.
Середній дохід на одне домашнє господарство  становив 53 774 долари США (медіана — 45 893), а середній дохід на одну сім'ю — 59 055 доларів (медіана — 48 438). Медіана доходів становила 46 964 долари для чоловіків та 34 792 долари для жінок. За межею бідності перебувало 12,1 % осіб, у тому числі 6,3 % дітей у віці до 18 років та 12,9 % осіб у віці 65 років та старших.
Цивільне працевлаштоване населення становило 242 особи. Основні галузі зайнятості: освіта, охорона здоров'я та соціальна допомога — 16,5 %, будівництво — 16,1 %, виробництво — 12,0 %, транспорт — 11,2 %.